# Frank Dikötter
Frank Dikötter (Stein, 30 november 1961) is een Nederlandse historicus en hoogleraar die zich heeft gespecialiseerd in de moderne geschiedenis van China. 

## Biografie
Dikötter groeide op in Zwitserland. Hij is bekend door zijn populair-wetenschappelijke boek Mao’s massamoord over De Grote Sprong Voorwaarts, waarvoor hij de Baillie Gifford Prize for Non-Fiction (voorheen "Samuel Johnson Prize") van 2011 won. Na het succes van dit boek breidde hij het verhaal uit tot een vijfluik: China voor Mao, de periode voor De Grote Sprong Voorwaarts, de periode tijdens en de periode erna tot aan Mao’s dood en de periode na Mao tot het heden (tot 2022).
Dikötter is professor aan de Universiteit van Hongkong, waar hij onder andere les geeft over het leven van Mao Zedong en de grote hongersnood ten gevolge van de Grote Sprong Voorwaarts. Eerder was hij professor op het gebied van moderne geschiedenis van China aan de Universiteit van Londen. In 2017 ontving Dikötter een eredoctoraat van de Universiteit Leiden.